# 박선주 (축구 선수)
박선주(한국 한자: 朴宣住, 1992년 3월 26일 ~ )는 대한민국의 축구 선수이다. K3리그의 강릉시민축구단 소속으로 포지션은 수비수이며, 형 박선용 역시 축구 선수로 활약하고 있다.

## 클럽 경력
박선주는 광양제철중학교 축구부 시절 무릎의 물혹으로 심각한 부상을 겪은 뒤 축구를 그만둘 뻔하였으나, 재활 후 해남중학교 축구부, 언남고등학교 축구부를 거쳐 연세대학교 축구부에 입단하였다. 연세대학교에서는 1학년 때부터 당당히 주전자리를 따냈으며, 2012년에는 팀의 전국춘계대학축구연맹전과 U리그 우승을 이끌었다.
2013년에 자유계약으로 포항 스틸러스에 입단하였다. 2013년 3월 13일 AFC 챔피언스리그 2013 조별리그 2차전 FC 부뇨드코르와의 원정 경기에서 선발 출전하며 데뷔하였고, 후반 22분 이광훈의 역전골을 돕는 크로스를 올려 데뷔전에서 공격포인트를 기록하였다. 또한 당시 팀은 어린 선수 위주로 출전 명단이 꾸려졌음에도 불구하고 우즈베키스탄 원정에서 2:2 무승부를 기록하며 크게 주목 받았다. K리그에서는 4월 13일 6라운드 경남 FC와의 경기에서 처음으로 선발 출전하였다. 5월 8일 열린 FA컵 32강 숭실대학교와의 경기에서는 후반 27분 황진성과 교체투입된 뒤 3분 만인 후반 30분, 배천석의 골을 어시스트하는 등 길지 않은 시간 동안 빼어난 활약을 펼쳤다.
2014년부터 출장 경기 수를 조금씩 늘려가기 시작하였으며, 특히 2015년에는 주전 왼쪽 풀백이었던 박희철이 군 문제로 안산으로 입대하자 더 많은 경기에 출전할 수 있었다. 하지만 잦은 부상 등으로 2015년 후반기에는 긴급 임대되어 온 최재수에 밀려 더 이상 경기에 나서지 못했다. 2016년, 김대호의 입대 후 빈자리를 훌륭하게 소화하며 좋은 모습을 보여주었지만, 7월 무렵 부상을 당하며 잔여 경기에 출전하지 못했다.
2017년 12월, 강원 FC와 2년 계약을 맺고 이적하였다. 2019시즌을 앞두고 K리그2의 광주 FC로 이적했다.

## 국가대표팀 경력
2015 동아시안컵에 참가하는 대한민국 대표팀 예비 엔트리에 뽑혔으나 최종명단에 들지 못하였다.

## 경력 통계
2016년 11월 5일 기준
| 클럽          | 시즌 | 리그 | 리그 | FA컵 | FA컵 | 대륙 대회 | 대륙 대회 | 통산 | 통산 |
| 클럽          | 시즌 | 출장 | 득점 | 출장 | 득점 | 출장      | 득점      | 출장 | 득점 |
| ------------- | ---- | ---- | ---- | ---- | ---- | --------- | --------- | ---- | ---- |
| 포항 스틸러스 | 2013 | 3    | 0    | 2    | 0    | 1         | 0         | 6    | 0    |
| 포항 스틸러스 | 2014 | 18   | 0    | 1    | 0    | 5         | 0         | 24   | 0    |
| 포항 스틸러스 | 2015 | 11   | 0    | 2    | 0    | -         | -         | 13   | 0    |
| 포항 스틸러스 | 2016 | 12   | 0    | 1    | 0    | 2         | 0         | 15   | 0    |
| 통산          | 통산 | 44   | 0    | 6    | 0    | 8         | 0         | 58   | 0    |

## 수상 내역

### 클럽

#### 포항 스틸러스
- K리그
  - K리그 클래식 2013 우승
- FA컵
  - FA컵 2013 우승